# Iron Man 3
Iron Man 3 je ameriški superjunaški film iz leta 2013, ki temelji na istoimenskem liku iz Marvelovih stripov. Produciral ga je Marvel Studios in distribuiral Walt Disney Studios Motion Pictures. Je nadaljevanje filmov Iron Man (2008) in Iron Man 2 (2010) in sedmi film v filmskem vesolju Marvel (MCU). Film je režiral Shane Black po scenariju, ki ga je napisal skupaj z Drewom Pearceom. V filmu igrajo Robert Downey Jr., Gwyneth Paltrow, Don Cheadle, Guy Pearce, Rebecca Hall, Stéphania Szostak, James Badge Dale, William Sadler, Miguel Ferrer, Jon Favreau in Ben Kingsley. V filmu se Tony Stark sooči s posledicami dogodkov iz filma Maščevalci (2012) med nacionalno teroristično kampanjo proti ZDA, ki jo vodi skrivnostni zlobnež Mandarin. 
Po izidu filma Iron Man 2 maja 2010 se je režiser Jon Favreau odločil, da ne bo nadaljeval s filmsko franšizo. Black je bil najet za pisanje scenarija in režijo februarja 2011, pri čemer je sodeloval s Pearceom, da bi se scenarij bolj osredotočil na like, elemente trilerja in uporabil koncepte iz stripovskega dela "Extremis" Warrena Ellisa. Spremljevalna zasedba filma, vključno s Kingsleyjem, Pearceom in Hallom, je sodelovala ves april in maj 2012. Snemanje je potekalo od 23. maja do 17. decembra 2012, predvsem v studiih EUE/Screen Gems v Wilmingtonu v Severni Karolini. Dodatno snemanje je potekalo na Floridi, v Los Angelesu in na Kitajskem; pri tem je bila posneta različica filma posebej za kitajsko občinstvo. Za vizualne prizore v filmu je poskrbelo sedemnajst podjetij.
Iron Man 3 je bil premierno predvajan v gledališču Grand Rex v Parizu 14. aprila 2013, v Združenih državah pa je bil izdan 3. maja kot prvi film v drugi fazi MCU. Film je prejel pozitivne ocene kritikov, s pohvalami za njegove akcijske prizore, Blackovo režijo in Downeyjev nastop, vendar pa so kritizirali Mandarinovo upodobitev. Film je bil uspešen v blagajnah, saj je po vsem svetu zaslužil več kot 1,2 milijarde dolarjev, s čimer je postal drugi najbolj dobičkonosen film leta 2013 in šestnajsti film, ki je zaslužil več kot milijardo dolarjev. Svojo predvajanje v kinematografih je končal kot peti najbolj dobičkonosen film vseh časov, medtem ko je bil njegov otvoritveni konec tedna šesti najdonosnejši film vseh časov. Film je prejel oskarja za najboljše vizualne učinke in nagrado BAFTA.

## Vsebina
Na silvestrski zabavi leta 1999 Tony Stark sreča znanstvenico Mayo Hansen, izumiteljico Extremisa, eksperimentalnega regenerativnega zdravljenja, ki omogoča okrevanje po hudih poškodbah. Invalidni znanstvenik Aldrich Killian jim ponudi mesto v svojem podjetju Advanced Idea Mechanics (A.I.M), a ga Stark zavrne. Trinajst let kasneje se Stark sooča z posttravmatsko stresno motnjo in doživlja pogoste napade panike zaradi svojih izkušenj med invazijo nezemljanov na New York. Izdelal je na desetine novih oblek Iron Mana, da bi se spopadel s svojo nespečnostjo, ki je posledica trenja s svojo punco Pepper Potts.
Medtem pa terorist, znan kot Mandarin, prevzame odgovornost za niz bombnih napadov. Starkov varnostni vodja Happy Hogan je v enem od takšnih napadov hudo ranjen in pade v komo, zaradi česar Stark zagrozi Mandarinu po televiziji in pri tem razkrije svoj domači naslov. Mandarin pošlje bojne helikopterje, da uničijo Starkov dom. Hansen, ki prispe posvarit Starka, skupaj s Pottsovo preživi napad. Stark pobegne v novi obleki Iron Mana, ki jo njegova umetna inteligenca J.A.R.V.I.S. odpelje na podeželje Tennesseeja po načrtu leta iz Starkove preiskave. Vendar pa Starkov novi oklep ni popolnoma funkcionalen in nima dovolj moči za vrnitev v Malibu, zaradi česar svet verjame, da je umrl.
S pomočjo Harleyja Keenerja, lokalnega mladeniča, Stark razišče ostanke lokalne eksplozije, ki nosi znake napada Mandarina, čeprav se je zgodila leta pred kakršnim koli znanim terorističnim napadom. Ugotovi, da so "bombardiranje" sprožili vojaki, ki so bili podvrženi Extremisu, katerih telesa so eksplozivno zavračala zdravljenje in jih je lažno pripisal A.I.M. kot teroristično zaroto za prikrivanje napak Extremisa. Stark je priča Extremisu, ko ga napadeta Mandarinova agenta Savin in Brandt. Stark v spopadu ubije Brandta in onesposobi Savina. Medtem se Killian ponovno pojavi in s pomočjo Hansena ugrabi Pottsa. Ameriške obveščevalne agencije nadaljujejo z iskanjem Mandarina, pri čemer Jamesa Rhodesa – nekdanjega vojnega stroja, ki je zdaj nosi vzdevek Iron Patriot – zvabijo v past, da bi mu ukradli oklep.
Pri zasledovanju Mandarina Stark prispe v Miami in se nato pritihotapi v njegov štab z uporabo improviziranega orožja. V notranjosti odkrije, da je Mandarin angleški igralec po imenu Trevor Slattery, ki se ne zaveda dejanj, ki se izvajajo v njegovi podobi. Killian nato ujame Starka. Razkrije, da je Pottsevo izpostavil Extremisu v upanju, da bo Stark pomagal popraviti Extremistične napake, medtem ko jo poskuša rešiti. Ko Hansen zagrozi Killian, da bo ogrozil njegove operacije, jo Killian ubije.
Kmalu zatem Stark pobegne in se ponovno združi z Rhodesom ter ugotovi, da namerava Killian napasti predsednika Ellisa na krovu Air Force One z uporabo oklepa Iron Patriot, ki ga nadzoruje Savin. Stark ubije Savina in reši potnike in posadko, vendar pa ne more preprečiti Killianu, da bi ugrabil Ellisa. Pri zaseženem poškodovanem naftnem tankerju namerava Killian ubiti Ellisa na televiziji v živo. Podpredsednik bi moral nato po Killianovih ukazih postati glavni v zameno za Extremisa, ki bi ozdravil invalidnost njegove mlade hčerke. Stark in Rhodes se odpravita na platformo s pomočjo oblek Iron Mana, ki jih daljinsko upravlja J.A.R.V.I.S.. Rhodes zavaruje predsednika in ga odpelje na varno, medtem ko Stark odkrije, da je Potts preživela Extremistični postopek. Preden jo uspe rešiti, se okrog njih zruši ploščad in ona pade ter se pri tem hudo poškoduje. Stark se zatem spopade s Killianom, a se pri tem znajde v slabi situaciji. Killian, ki si je Hansenovo Extremistično raziskavo prisvojil kot zdravilo za lastno prizadetost in program razširil na ranjene vojne veterane, razkrije, da se pravi Mandarin skriva za Slatteryjevo naslovnico. Pottsova, ki ji je Extremisična moč omogočila, da je preživela padec, ubije Killiana, da bi rešila Starka.
Kot znak svoje predanosti Pottsovi, Stark naroči J.A.R.V.I.S. uničiti vse obleke Iron Mana. Podpredsednika in Slatteryja aretirajo, Happy Hogan pa se zatem zbudi iz kome. S Starkovo pomočjo se Extremistični učinki stabilizirajo. Stark obljubi, da bo zmanjšal svojo vlogo Iron Mana, prestal operacijo, s katero mu bodo odstranili ostanke šrapanelne krogle blizu srca, in odvrgel svoj zastareli reaktor prsnega koša v morje. Pride do spoznavanja, da bo tudi brez tehnologije vedno bil Iron Man.

## Vloge
- Robert Downey Jr. – Tony Stark (Iron Man)
- Gwyneth Paltrow – Pepper Potts
- Don Cheadle – James "Rhodey" Rhodes (Iron Patriot)
- Guy Pearce – Aldrich Killian
- Rebecca Hall – Maya Hansen
- Stéphanie Szostak – Ellen Brandt
- James Badge Dale – Eric Savin
- William Sadler – Matthew Ellis
- Miguel Ferrer – Rodriguez
- Jon Favreau – Happy Hogan
- Ben Kingsley – Trevor Slattery